# Textilpflegesymbol
Ein Textilpflegesymbol oder Pflegesymbol ist ein Piktogramm zur Kennzeichnung der vom Hersteller empfohlenen Art der Behandlung von Textilien in Bezug auf das Waschen, Bleichen, Trocknen, Bügeln und die Professionelle Reinigung. Sie werden meist in Form eines eingenähten Etiketts an der Wäsche angebracht, um dem Verbraucher die Pflege seiner Textilien zu erleichtern.

Logo für die Textilpflegesymbole von GINETEX

Die in Europa üblichen Piktogramme zur Kennzeichnung von Textilien wurden im Jahre 1958 markenrechtlich hinterlegt (Madrider Abkommen) und 1963 von der Internationalen Organisation für Textilpflegekennzeichen – die 1975 in GINETEX (Groupement International d’Etiquetage pour l’Entretien des Textiles) umbenannt wurde – eingeführt. Die Verwendung der Pflegesymbole erfordert eine Lizenz einer nationalen Mitgliedsorganisation von GINETEX.
Die derzeit gültige internationale Norm zur Pflegekennzeichnung ist die ISO 3758:2023. Sie regelt die Pflegekennzeichnung, damit diese weltweit einheitlich erfolgen kann. In den USA und Südkorea gibt es abweichende Symbole, die dort in nationalen Normen bzw. Gesetzen geregelt sind.

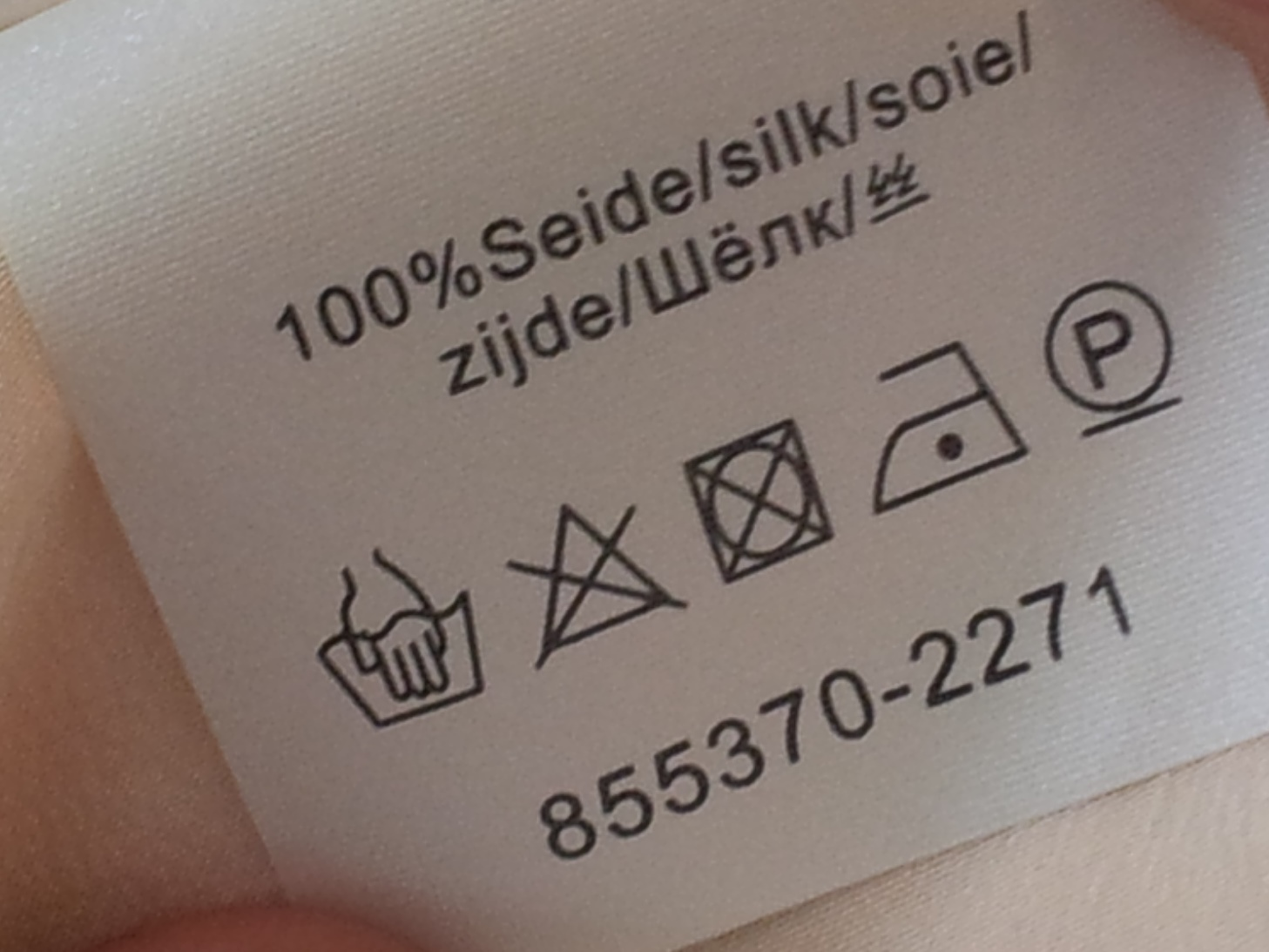
Etikett mit Pflegesymbolen

## Allgemeines
Die Pflegekennzeichnung gibt die maximal zulässige Behandlungsart an, die unter praxisnahen Bedingungen auf Dauer möglich ist, ohne das Textil zu schädigen. Ob diese Behandlung erforderlich oder ausreichend ist, ist damit nicht ausgesagt. Eine mildere als die angegebene Behandlung ist jederzeit zulässig.
Die Symbole sind geschützt. Ihre Verwendung verpflichtet zur Einhaltung der Lizenzbedingungen: Unzutreffende Kennzeichnung ist verboten. Die Symbole sind stets lückenlos in der vorgeschriebenen Reihenfolge Waschen, Bleichen, Trocknen, Bügeln, Professionelle Reinigung anzugeben und müssen über die gesamte Lebensdauer des Textils gut lesbar bleiben.
Ein Balken unter dem jeweiligen Symbol fordert eine (mechanisch) schonendere Behandlung als gewöhnlich, ein Doppelbalken eine besonders schonende Behandlung. Das Kreuz bedeutet, dass die Behandlungsart nicht erlaubt ist und das Textil beschädigt.

## Waschen
Das Waschen wird durch einen stilisierten Waschzuber dargestellt; die Zahl im Zuber bedeutet die höchstzulässige Waschtemperatur (in Grad Celsius). Das Symbol erlaubt Hand- oder Maschinenwäsche. Fehlt ein besonderer Hinweis, so ist Normalwaschgang zulässig. Ein Balken unter dem Zuber (Unterstreichung) verlangt eine mechanisch schonendere Behandlung, in der Maschine also Pflegeleicht- oder Schonwaschprogramm (Trommel nur halb voll Wäsche, erhöhter Wasserstand, schonendes Schleudern). Ein doppelt unterstrichener Zuber verlangt besonders schonende Behandlung, also etwa Wollwaschgang oder Schonwaschgang (Trommel nur 1/3 voll Wäsche, erhöhter Wasserstand, stark reduzierte Bewegung, Wollschleudern oder gar nicht schleudern). Eine Hand im Zuber erlaubt nur (schonende) Handwäsche (nicht über 40 °C), und ein diagonal durchkreuzter Zuber bedeutet, dass das Textil unter haushaltsüblichen Bedingungen überhaupt nicht gewaschen werden darf.

Waschen allgemein
Nicht waschen
Handwäsche

Waschen 30 °C
Waschen 30 °C (schonend) (schonendes Schleudern)
Waschen 30 °C (sehr schonend / Wolle) (Wollschleudern / nicht schleudern)

## Bleichen
Ein leeres Dreieck (früher mit Buchstaben Cl) erlaubt das Bleichen mit Chlor oder Sauerstoff, zwei schräge Linien im Dreieck erlauben nur Sauerstoff als Bleichmittel. Ein diagonal durchkreuztes Dreieck verbietet jegliches Bleichen, es dürfen dann auch keine bleichmittelhaltigen Waschmittel (wie z. B. Vollwaschmittel) verwendet werden.

Jegliches Bleichen erlaubt (Chlor und Sauerstoff)
Bleichen mit Sauerstoff erlaubt
Bleichen mit Chlor erlaubt (veraltet, Verwendung nicht mehr zulässig)
Bleichen nicht erlaubt
Bleichen nicht erlaubt (veraltet, Verwendung nicht mehr zulässig)[3]

## Trocknen
Ein Kreis im Quadrat erlaubt das maschinelle Trocknen im Wäschetrockner. Ein Punkt verlangt die Trocknung mit reduzierter Temperatur, zwei stehen für normale Temperatur. Das diagonal durchkreuzte Zeichen bedeutet, dass der Artikel keine maschinelle Trocknung verträgt. Die Angaben zum Trocknen gelten nur für haushaltsübliche Bedingungen, nicht jedoch für die professionelle Textilpflege. In den USA und Japan gibt es noch weitere Piktogramme zur natürlichen Trocknung.

### Trommeltrocknen

Trommeltrocknen allgemein
Trommeltrocknen niedrige Temperatur (schonend)
Trommeltrocknen normal
Nicht im Trommeltrockner trocknen

### Natürliches Trocknen

Trocknen (allgemein)
Trocknen auf der Leine **
Liegend trocknen
Hängend trocknen
Tropfnass trocknen **
Im Schatten trocknen **
Trocknen auf der Leine im Schatten **
Liegend trocknen im Schatten **
Tropfnass trocknen im Schatten **

**  (nur in den USA verwendetes Symbol, international lt. ISO-Norm nicht erlaubt)

## Bügeln
Das Bügeleisen mit bis zu drei Punkten erlaubt das Bügeln, wobei die Punkte die Höchsttemperatur bei Reglerbügeleisen angeben. Der jeweiligen Anzahl an Punkten sind Temperaturen zugeordnet: Ein Punkt bedeutet 120 °C, zwei Punkte 160 °C und drei Punkte 210 °C. Ein Bügeleisen mit diagonalem Kreuz verbietet das Bügeln. Bei einem Punkt darf nicht mit Dampf gebügelt werden.

Bügeln allgemein
Bügeln mit geringer Temperatur
Bügeln mit mittlerer Temperatur
Bügeln mit hoher Temperatur
Nicht bügeln

## Professionelle Reinigung
Ein Kreis informiert über die Möglichkeiten der professionellen Reinigung. Ein Balken unter dem Piktogramm bedeutet schonend reinigen, zwei Balken sehr schonend reinigen.

### Chemische Reinigung
Der Kreis steht prinzipiell für jede Art professioneller Textilreinigung.

Professionelle Reinigung
Alles möglich (veraltet, nicht mehr erlaubt)
Nicht chemisch reinigen

Die Buchstaben P oder F im Kreis stehen für die verschiedenen Lösungsmittel, die bei der professionellen chemischen Reinigung verwendet werden. „P“ erlaubt die Reinigung mit Perchlorethylen oder wahlweise auch Kohlenwasserstoffen. Das „F“ (ursprünglich für „flammable“/„feuergefährlich“, womit (Schwer-)Benzin gemeint war, zeitweilig wurde auch FCKW verwendet, das Symbol ist jedoch älter) erlaubt nur Kohlenwasserstoff-Lösungsmittel. A steht für Alle (nichtwässrigen) Lösungsmittel (dieses Symbol wird nach Auskunft der GINETEX Schweiz nicht mehr verwendet).

Reinigen mit Kohlenwasserstofflösungsmittel
Schonend reinigen mit Kohlenwasserstofflösungsmittel
Sehr schonend reinigen mit Kohlenwasserstofflösungsmittel

Reinigen mit Perchlorethylen
Schonend reinigen mit Perchlorethylen
Sehr schonend reinigen mit Perchlorethylen

Eine Verwendung der Lösungsmittel R11 (Monofluortrichlorethan) und R113 (Trifluortrichlorethan), wie in vielen veralteten Quellen beschrieben, wird heutzutage nicht mehr empfohlen. Monofluortrichlorethan (R11) eignet sich zwar gut zur Lösung von Fetten und Ölen, kann aber moderne Stoffe, die mit der Kennzeichnung "F" versehen sind, angreifen. Trifluortrichlorethan (R113) löst Flecken zwar ordnungsgemäß von Textilien, darf aufgrund seines erheblichen Gesundheitsrisikos aber nicht mehr verwendet werden.

### Nassreinigung
Die professionelle Nassreinigung ist ein Verfahren, bei dem mit Laugen auf wässriger Basis gereinigt wird. Dieses Verfahren ist der Reinigung in der Haushaltswaschmaschine überlegen.
Das „W“ (wet, englisch für nass) im Kreis als Zeichen für die professionelle Nassreinigung wurde 2005 verbindlich in die Symbolreihe aufgenommen. Damit sind unter der Rubrik Textilpflege vier neue Piktogramme hinzugekommen.

Professionelle Nassreinigung
Schonende professionelle Nassreinigung
Sehr schonende professionelle Nassreinigung
Professionelle Nassreinigung nicht erlaubt (veraltet, nicht mehr erlaubt)